# Proletarszki járás
A Proletarszki járás (oroszul: Пролетарский район) Oroszország egyik járása a Rosztovi területen. Székhelye Proletarszk.

## Népesség
- 1989-ben 36 346 lakosa volt.
- 2002-ben 36 297 lakosa volt.
- 2010-ben 36 510 lakosa volt, melyből 30 972 orosz, 1 274 cigány, 781 csecsen, 634 török, 431 ukrán, 330 örmény, 268 agul, 264 avar, 253 dargin, 172 fehérorosz, 172 mari, 130 tatár, 88 moldáv, 58 tabaszaran, 48 lezg, 43 udmurt, 39 német, 30 komi, 29 mordvin, 28 azeri, 28 grúz stb.